# ریکاردو فریرا دا سیلوا
ریکاردو فریرا دا سیلوا کوبیتسکی (پرتغالی: Ricardo Ferreira da Silva Kubitski؛ زادهٔ ۹ سپتامبر ۱۹۸۴) بازیکن فوتبال اهل برزیل است.
از باشگاه‌هایی که در آن بازی کرده‌است می‌توان به کوریتیبا، اتلتیکو مینیرو، مالمو، قبله، آکسفورد یونایتد و توئنته اشاره کرد.